# Otionellina australis
Otionellina australis är en mossdjursart som först beskrevs av Cook och Chimonides 1985.  Otionellina australis ingår i släktet Otionellina och familjen Otionellidae. Inga underarter finns listade i Catalogue of Life.